# Dean Court
Le Dean Court, connu sous le nom Vitality Stadium, est une enceinte sportive située à Bournemouth dans le Dorset, en Angleterre.
Ce stade de 12 000 places est utilisé par l'AFC Bournemouth. Il est construit en 1910.